# Pieter Burmann le Jeune
Pour les articles homonymes, voir Burmann.
Cet article possède un paronyme, voir Pieter Burmann.

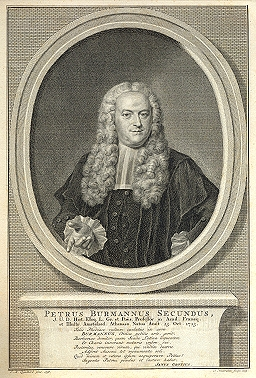
Pieter Burmann

Pieter Burmann (23 octobre 1713 – 24 juin 1778), appelé par lui-même le Second (Secundus) pour se distinguer de son oncle Pieter Burmann, philologue néerlandais, né à Amsterdam.

## Biographie
Fils benjamin du théologien protestant Frans Burman, il perdit sa mère quelques jours après sa naissance, puis son père en 1719, de sorte qu'il fut élevé par son oncle Pieter Burman. Il fit ses études à l'Université de Leyde puis étudia le droit avec Carl Andreas Duker et Arnold Drakenborch à l'Université d'Utrecht. En 1735, l'Université de Franeker lui confia la chaire d'éloquence et d'histoire, élargie en 1741 à la poésie latine ; mais l'année suivante, il acceptait une position de professeur d'histoire et de philologie à l'Athenaeum Illustre d'Amsterdam. Il y fut successivement professeur de poésie latine (1744), bibliothécaire (1752) et inspecteur du lycée (1753). Il fut élu membre de l'Académie léopoldine en 1771 et prit sa retraite en 1777.
Il rappelle son célèbre oncle non seulement par son style et le choix de ses recherches, mais aussi par la rigueur de son argumentation, qui lui attira de vives controverses avec ses contemporains, notamment l'historien Christoph Saxe d'Utrecht et le grammairien Christian Adolph Klotz de Göttingen . Il s'appuyait sur une connaissance approfondie de la poésie latine. Ses plus célèbres éditions critiques sont:
- Anthologia Veterum Latinorum Epigrammatum et Poematum (1759-1763)
- Aristophanis comoediae Novem (Leyde, 1760)
- Rhetorica.